# سیارک ۸۳۰۰
سیارک ۸۳۰۰ (به انگلیسی: 8300 Iga، نامگذاری:1994AO2) هشت هزار و سیصدمین سیارک کشف شده‌است که در ۹ ژانویه ۱۹۹۴ کشف شد.
قدر مطلق سیارک برابر ۱۴٫۱ است.